# فيرفير-غراناتا 21

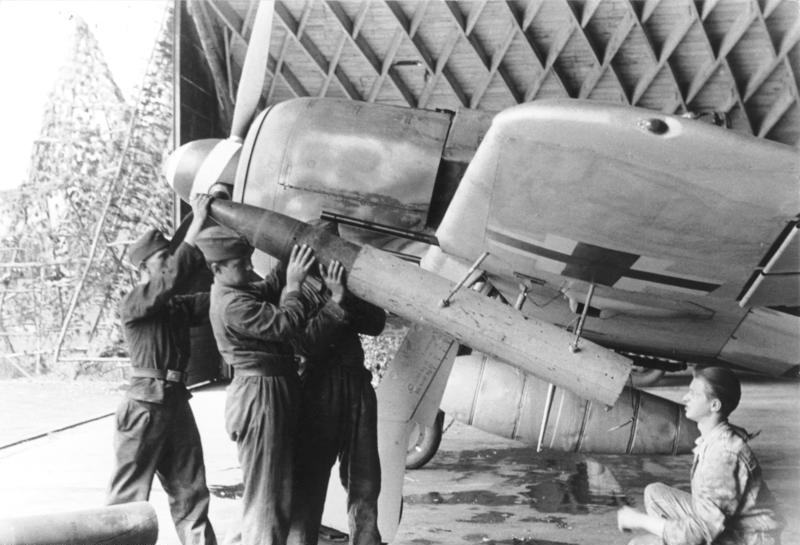
فيرفير-غراناتا 21

قاذفة الصواريخ فيرفير-غراناتا 21، والمعروفة أيضًا باسم BR 21 ("BR" التي تعني Bordrakete ) في أدلة لوفتفافه الرسمية، سلاحًا استخدمته لوفتفافه الألمانية خلال الحرب العالمية الثانية وكان أول صاروخ على متن الطائرة تم وضعه في خدمة لوفتفافه، التي تم تقديمها لأول مرة في منتصف عام 1943. تم تطوير السلاح من قبل راينميتال - بورسيج تحت قيادة Dipl. -Ing. رودولف نيبل، الذي كان رائدًا في استخدام ألمانيا للصواريخ الهجومية المثبتة على الأجنحة في الحرب العالمية الأولى مع القوات الجوية الألمانية القيصرية.

## التاريخ
التشكيلات الضيقة لقاذفات سلاح الجو الأمريكي الثقيلة سمحت لرشاشاتها الثقيلة بتوفير غطاء متبادل لبعضها البعض.

## التصميم والقدرات

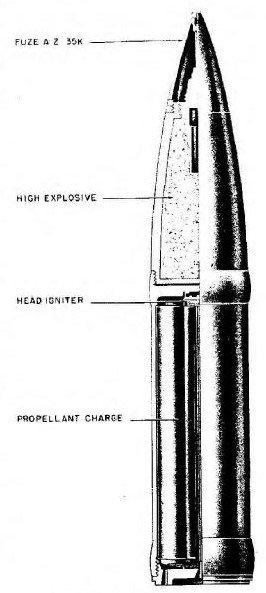
21 سم Wurfgranate 42.

## طائرة مسلحة ب فيرفير-غراناتا 21
(بشكل منفرد، واحد تحت كل جناح)
- فوك وولف فو 190
- مسرشميت بي اف 109

(اثنان تحت كل جناح)
- ماسرشميت بي إف 110
- ميسرسميت مي 210
- مسرشميت مي 410 Hornisse

(واحد على كل جانب)
- مسرشميت مي 262

خارج لوفتفافه
- IAR 80 - تم تجهيز IAR 81C من سلاح الجو الملكي الروماني بفيرفير-غراناتا في عام 1944 [1]

## روابط خارجية
- http://www.adlertag.de/waffen/rockets.htm
- (بالألمانية) http://www.deutscheluftwaffe.de/archiv/Dokumente/ABC/b/Bordwaffen/21٪20cm٪20Wurfgranate/21٪20٪20Wurfgranate٪20BR٪20Gereat.html
- (بالألمانية) http://www.luftarchiv.de/index.htm؟/flugkorper/wgr21.htm